# Вазлуевка
Вазлуевка (укр. Вазлуївка) — село на Украине, находится в Черневецком районе Винницкой области.
Код КОАТУУ — 0524980303. Население по переписи 2001 года составляет 230 человек. Почтовый индекс — 24124. Телефонный код — 4357.
Занимает площадь 0,676 км².

## Адрес местного совета
24132, Винницкая область, Черневецкий р-н, с. Бабчинцы, ул. Ленина, 13